# Apatura arakii
Apatura arakii är en fjärilsart som beskrevs av Yosunobu Naritomi 1959. Apatura arakii ingår i släktet Apatura och familjen praktfjärilar. Inga underarter finns listade i Catalogue of Life.